# 性宗寺 (上越市)
性宗寺（しょうしゅうじ）は、新潟県上越市（高田区）にある真宗佛光寺派の寺院。

## 歴史
1575年（天正3年）に開山された。越前国足羽郡和田村（現・福井県福井市）の和田本覚寺の末寺として創建された。
1614年（慶長19年）、越後高田藩藩主松平忠輝が高田城を築城する際に、点在していた寺を一か所にまとめ寺町を設けた。そのときに寺町へ移転している。
元々は本願寺を本山としていたが、当寺13世住職玄尊の代に本山を佛光寺に変更している。1673年（延宝元年）に佛光寺和田御坊となっている。
墓地には、幸徳事件（大逆事件）の弁護人を務めた平出修の墓がある。

## 交通アクセス
- 高田駅より徒歩6分。